# Soudan aux Jeux olympiques d'été de 2004
Le Soudan participe aux Jeux olympiques d'été de 2004 à Athènes, en Grèce.
La délégation soudanais est composée de 5 athlètes, 4 hommes et 1 femme. Elle n'obtient aucune médaille durant ces jeux olympiques.
Le porte-drapeau lors de la cérémonie d'ouverture est l'athlète Todd Matthews-Jouda

## Engagés par sport

### Athlétisme

#### Hommes
| Athlète               | Épreuve     | Séries        | Séries        | Quarts de finale | Quarts de finale | Demi-finales  | Demi-finales  | Finale        | Finale |
| Athlète               | Épreuve     | Résultat      | Rang          | Résultat         | Rang             | Résultat      | Rang          | Résultat      | Rang   |
| --------------------- | ----------- | ------------- | ------------- | ---------------- | ---------------- | ------------- | ------------- | ------------- | ------ |
| Nagmeldin Ali Abubakr | 400 m       | 46 s 32       | 6e (éliminé)  | NC               | NC               | –             | –             | –             | –      |
| Ismaïl Ahmed Ismaïl   | 800 m       | 1 min 45 s 17 | 2e (qualifié) | NC               | NC               | 1 min 45 s 45 | 2e (qualifié) | 1 min 52 s 49 | 8e     |
| Peter Roko Ashak      | 1 500 m     | DNS           | DNS           | NC               | NC               | –             | –             | –             | –      |
| Todd Matthews-Jouda   | 110 m haies | 13 s 47 (NR)  | 4e (qualifié) | 13 s 77          | 8e (éliminé)     | –             | –             | –             | –      |

#### Femmes
| Athlète       | Épreuve     | Qualification | Qualification  | Finale   | Finale |
| Athlète       | Épreuve     | Distance      | Rang           | Distance | Rang   |
| ------------- | ----------- | ------------- | -------------- | -------- | ------ |
| Yamilé Aldama | Triple saut | 14.80         | 3e (qualifiée) | 14,99    | 5e     |